# Live at Theresa's 1975
Live at Theresa's 1975 è un album live di Junior Wells, pubblicato dalla Delmark Records nel 2006. Il disco fu registrato dal vivo al Theresa's Lounge di Chicago, Illinois (Stati Uniti) nelle date indicate nella lista tracce.

## Tracce
1. Little by Little – 4:25 (Amos Blakemore) – Registrato dal vivo il 13 gennaio 1975
2. Snatch It Back and Hold It – 6:23 (Amos Blakemore) – Registrato dal vivo il 13 gennaio 1975
3. Talk – 0:27 – Registrato dal vivo il 13 gennaio 1975
4. Love Her with a Feeling – 4:09 (Tampa Red, Brano tradizionale) – Registrato dal vivo il 13 gennaio 1975
5. Talk – 1:51 – Registrato dal vivo il 13 gennaio 1975
6. Juke – 3:32 (Little Walter) – Registrato dal vivo il 13 gennaio 1975
7. Talk – 1:00 – Registrato dal vivo il 13 gennaio 1975
8. Happy Birthday – 1:27 (Hill, Hill) – Registrato dal vivo il 13 gennaio 1975
9. Talk – 1:41 – Registrato dal vivo il 13 gennaio 1975
10. Scratch My Back – 5:42 (James H. Moore) – Registrato dal vivo il 13 gennaio 1975
11. Help the Poor – 3:52 (Charles Singleton) – Registrato dal vivo il 13 gennaio 1975
12. Talk – 0:40 – Registrato dal vivo il 10 gennaio 1975
13. Come on in This House – 3:17 (Amos Blakemore) – Registrato dal vivo il 10 gennaio 1975
14. Talk – 0:42 – Registrato dal vivo il 10 gennaio 1975
15. What My Mama Told Me – 7:58 (Amos Blakemore) – Registrato dal vivo il 10 gennaio 1975
16. Key to the Highway – 4:02 (Big Bill Broonzy, Segar) – Registrato dal vivo il 10 gennaio 1975
17. Talk – 0:12 – Registrato dal vivo il 10 gennaio 1975
18. Goin' Down Slow – 8:21 (James Oden) – Registrato dal vivo il 10 gennaio 1975
19. Talk – 0:33 – Registrato dal vivo il 10 gennaio 1975
20. Messin' with the Kid – 2:21 (Melvin London) – Registrato dal vivo il 10 gennaio 1975

## Musicisti
- Junior Wells - voce, armonica
- Phil Guy - chitarra (tranne nel brano: 11)
- Byther Smith - chitarra (brani: da 1 a 11)
- Byther Smith - voce (solo nel brano: 11)
- Byther Smith - seconda voce (brano: 1)
- Sammy Lawhorn - chitarra (brani: da 13 a 20)
- sconosciuto - seconda chitarra (solo nel brano: 11)
- Earnest Johnson - basso
- Vince Chapelle - batteria (brani: da 1 a 11)
- Levi Warren - batteria (brani: da 13 a 20)